# Tábor
Tábor je mesto z okoli 35.000 prebivalci na jugu Češke.

## Zgodovina
Mesto sta spomladi leta 1420 ustanovila Petr Hromádka iz Jistebnice in Jan Bydlínský iz Bydlina, ki sta pripadala najradikalnejšemu krilu husitov, ki so kmalu postali znani kot taboriti. Mesto je ikona za obdobje, v katerem so cvetele enakopravne kmečke občine. Ta duh je proslavil skladatelj Bedřich Smetana v skladbi z naslovom Pesem svobode, ki je v angleško govorečem svetu znana po posnetku Paula Robesona v češčini in angleščini.
Zgodovinski del mesta je na vrhu osamljenega hriba, ločenega od okoliške pokrajine, ki ga obdajata reka Lužnica in obsežno jezero, ki so mu husiti dali svetopisemsko ime Jordan. To jezero, nastalo 1492, je najstarejši vodni rezervoar te vrste v srednji Evropi. Zgodovinski pomen mesta Tábor se je zmanjšal šele, ko ga je zajel kralj Jurij Poděbradi leta 1452.
Do leta 1918 je bil TABOR – TÁBOR (nemško ime TABOR do 1896) del Habsburške monarhije (avstro-ogrska pogodba iz leta 1867) v okrožju z istim imenom, enem od 94 Bezirkshauptmannschaft na Češkem. 
Železniška postaja Tabor – Tabor Nádraží pošta je bila odprta leta 1895.

## Geografija
Čeprav je bil velik del starih utrdb porušen, Tábor (ali Hradiště Hory Tábor, grad hrib Tabor, kot je bil imenovan v husitskem obdobju) še vedno ohranja veliko spomenikov pretekle slave. V središču mesta je Žižkov trg. Le zelo ozke ulice vodijo do njega, tako da je bil pristop do njega med vojno otežen. Obiskovalci ne slutijo, da je pod hišami premeten labirint rovov in ulic. Meščani so izkopali kleti pod svojimi hišami in jih nato med seboj povezali; približno 1 km dolg odsek sistema predorov je odprt za javnost.
V središču trga je kip Jana Žižke, največjega husitskega voditelja. Dekanijska cerkev Gospodovega spreobrnjenja na gori Tabor je bila zgrajena leta 1516 v slogu češke renesanse.  Mestna hiša, v kateri je bil ustanovljen muzej, hrani zanimivosti iz husitskega obdobja, kot je kmečki voz, ki so ga uporabljali kot bojni voz. Še vedno so vidni veliki deli starih utrdb, starodaven Kotnov stolp in vrata Bechyne v bližini stolpa.

## Okrožje Tábor
Naselja v okrožju Tabor so: Čekanice, Čelkovice, Hlinice, Horky, Klokoty, Měšice, Náchod, Smyslov, Stoklasná Lhota, Sídliště Nad Lužnicí, Větrovy, Všechov, Zahrádka, Záluží, Zárybničná Lhota.

## Mednarodne povezave
Tábor je pobraten s temi mesti:
- Konstanca, Nemčija
- Dole, Jura, Francija
- Orinda, Kalifornij, ZDA
- Wels, Avstrija
- Škofja Loka, Slovenija
- Sint-Niklaas, Belgija

## Galerija
- Cerkev in kip Rolanda
- Pogled na Tábor s severa, konec 19. st., z dobro vidnim obzidjem, Ignác Šechtl
- Trg Jana Žižke z mestno hišo in cerkvijo, 1895, Ignác Šechtl
- Kotnov stolp s sokolsko parado, 1902, Šechtl in Voseček
- Pogled na stari del Táborja (2007)
- Pogled na Tabor od reke Lužnice – 2007
- Spomenik Janu Husu, kipar František Bílek (1928)
- Samostan Klokoty, 2007
- Staro mesto, Šechtl in Voseček
- Kmetijska šola, okoli 1935, Josef Jindřich Šechtl

## Znamenitosti

### Kotnov stolp, nekdanji grad
Grad je imel poleg masivnega obzidja in jarkov najmanj en stolp – verjetno pa dva – s krožno zasnovo in dva s kvadratno. Samo še krožni stolp Kotnov stoji pri Bechynskih vratih. Od leta 1958 je območje grajske pivovarne Kotnov zaščiteno kot kulturni spomenik Češke republike, [1] od leta 1962 pa še skupaj z Bechyňskimi vrati kot nacionalni kulturni spomenik na Češkem. Drug, ki je bil skoraj enak, je bil v današnji sladarni. Kvadratni stolpi so ohranjeni. Eden od njih, jugovzhodni, je bil morda le bastijon U Zvoncóv. Kjer je danes pivovarna, je bila grajska kuhinja. V 15. stoletju je bil zgrajen grajski jarek, na jugovzhodnem koncu je bil peti stolp z vrati. Jarek je  še vedno, v Taboru mu pravijo "Parkánech". Leta 1532 je požar grad močno poškodoval. Arheologi so našli 20 cm visoko plast pepela. Grad ni ponovno doživel svoje nekdanje slave. Nasprotno, bil je uporabljen za kmetijske namene. Zgrajena je bila pivovarna. Zdaj je tukaj hotel.

### Stara mestna dvorana
Dvorana Tabor na zahodni strani trga je med najpomembnejšimi spomeniki pozne gotike v čeških mestih. Gradnja se je začela okoli leta 1440, končana pa je bila šele leta 1521. Dvorana ima štiri krila, ki obkrožajo majhno dvorišče. Najpomembnejši del dvorane je velika dvorana s sijajnim obokom. V drugi polovici 17. stoletja je bila obnovljena v baročnem slogu, a je bila v letih 1876–1878, ko je mestno hišo vodil Josef Niklas, vrnjena v gotski slog. Zdaj se uporablja kot vhod v Mestni hiši do podzemnih prehodov, v katerih je Husitski muzej, in za prirejanje kulturnih prireditev.

### Dekanijska cerkev Gospodovega spreobrnjenja na gori Tabor
Poznogotska dekanijska cerkev v severozahodnem delu trga je bila zgrajena na prelomu 15. in 16. stoletja na kraju prvotne lesene stavbe.

### Jordán
Vodni zadrževalnik Jordan je najstarejši v srednji Evropi. Zgrajen je bil leta 1492 ter nastal z zajezitvijo potoka Košin. Iz Jordana še vedno teče potok Tismenický. Rezervoar ima površino okoli 50 hektarjev in doseže globino 18 metrov. Prvotno je bil namenjen za plemenski ribnik, nato pa se je pokazalo, da je za gojenje rib prevelik. Danes se uporablja kot rezervoar za zalogo vode in je zanimiva točka za prebivalce in turiste.
Leta 2013 so prvič po letu 1830 začeli čiščenje in izkopavanje. V rezervoarju so našli deset kilogramov streliva za orožje malega kalibra in granate češkoslovaške, nemške in sovjetske izdelave. 

### Hiša Kostnický
Najstarejše poročilo o hiši št. 220 je iz zgodnjega 16. stoletja. Deli hiše pa so verjetno starejši. Kamniti deli nekaterih sten in pod hišo razpadajoče obsežne kleti kažejo strukturne elemente gotike iz 15. stoletja in je po svojem zgodovinskem pomenu razglašena za nacionalni spomenik.
Glavna fasada dvonadstropne vrstne hiše gleda na Praško ulico. Danes je na tej strani vhod v kavarno – slaščičarno v pritličju. Najbolj izstopajoča značilnost je prvo nadstropje hiše, ki štrli iz površine fasade z okni po skoraj celotni širini hiše. Ta del leži na štirih konzolah, katerih izvedba je stilistično renesančna in s tem verjetno kaže, da je bilazgrajena leta 1656. Druga značilnost ulične fasade je hišni ščit, ki je razdeljen na tri dele z ovalnim in polkrožnim lokom, na robu zašiljenim, kar je značilno za gotiko. Verjetno je bil prednji zdrobljeni del v renesančni sgraffito tehniki.
Leta 1994 je bila hiša preurejena v penzion.

### Husov park
Táborski Husov trg ali park ob železniški postaji je nastal leta 1871 po gradnji železnice in odprtju postaje v Taboru.
V poznem 20. stoletju je dobil lepši videz. Po letu 1991  je bil celoten kompleks nekdanje tobačne tovarne iz poznega 19. stoletja prenovljen v znamenito "Tabačko" (od leta 1950–1990 vojašnica). Izginili so moteča ograja, zidovje ter razne "stavbe in hlevi" ter preoblikovani v pisarne okrožnih uradov in trgovine, podzemne garaže in urejeno okolica območja. Slovesno je bila odprta novembra 1997.
Ob vstopu v Husov park iz središča mesta, ki je bil prav tako obnovljen v obdobju 2005–2006, od 9. maja stoji velika kiparska kompozicija Jan Hus, donacija več držav članic, delo kiparja Františka Bíleka (1872–1941). Spomenik je bil zgrajen na pobudo Združenja za postavitev Husovega spomenika, ustanovljenega 6. julija 1928 (ob 513. obletnici zažiga Jana Husa v Konstanci).

### Botanični vrt
Vrt je bil ustanovljen leta 1866 in je drugi najstarejši botanični vrt na Češkem. Spada k Srednji kmetijski šoli,  ki je imela med letoma 1900 in 1918 status kolegija. V tem obdobju je botanični vrtu cvetel. Semena iz njegove okolice, zbrana do leta 1906, so bila poslana v več kot 400 mest po vsem svetu in na približno 100 krajev po vsej Češki republiki.
Obiskovalci botaničnega vrta  lahko občudujejo več kot 4000 vrst rastlin, od termofilnih, ki rastejo v rastlinjakih, do evropskih in eksotičnih drevesnih vrst, različnih vrst začimb in žit. Najbolj zanimiva je verjetno neke vrste pšenica, ki je zrasla pred 8000 leti. Vrt se ukvarja s projekti, ki temeljijo na pridelavi brez uporabe umetnih gnojil in kemikalij. Vključen je v projekt Florius (projekt Zveze botaničnih vrtov na Češkem in Botaničnega vrta Praga, ki se trudi za dostop do genskih virov kulturnih rastlin, strokovnjakov in javnosti).

### Granatna skala
V Taboru v Lužnicah je zanimiva geološka formacija – Granatna skala,  ki jo sestavlja migmatit. Nastala je v dveh fazah, ki ju je mogoče razlikovati na podlagi drugačne barve. Temni deli so starejši. Svetle lise vsebujejo granate. Največji je velik skoraj kot oreh, večina je manjša. Pogost je almandin – silikatni mineral iz skupine granatov, manj znan in redek je pirop – magnezijev aluminijev silikat iz skupine granatov, tako imenovani češki granat.
Skala stoji na izpostavljenem delu višine 23 m in širine 10 m. V preteklosti je bila verjetno občutno višja in glede na zapise iz 19. stoletja najdena ob reki. Skale so uporabljali za gradnjo cest in hiš. Kristali granata so bili izropani, preden so skalo spomeniško zaščitili.

### Romarska cerkev v Klokotyju
Nasproti Kotnova, v dolini potoka Tismenick, stoji cerkev Marijinega vnebovzetja v Klokotyju. Njena gradnja se je začela leta 1700 in je trajala 30 let. Gradnjo so financirali znani aristokrati in bogate meščanske družine. Arhitektura se verjetno zgleduje po delu Jana Santinija. Cerkev je bila končana leta 1714. V naslednjih letih so bili dodani samostan in kapelice.
Cerkev je eden najpomembnejših spomenikov na tem območju in se lahko primerja z najpomembnejšimi deli evropskega baroka.

### Baročni grad Měšice
Ta stavba s fasado v slogu empira je v vzhodnem delu Tabora v smeri Chýnov–Pelhřimov, približno 2 km od središča Tabora. Prvotno renesančno utrdbo je leta 1699 Jan Joseph Caretta, grof iz Millesima preuredil v baročni grad. Današnji lastnik gradu je Jan Berwid-Buquoy, ki je objekt odprl za javnost.